# 四氯合锌酸铵
四氯合锌酸铵是一种无机化合物，化学式为(NH4)2ZnCl4。它在270 K、319 K和406 K发生相变，由IV相分别变为III相、II相和I相。它在乙醇中的等效电导率为62.42 cm2·Ω−1·mol−1（−10 °C）。它和氯磺酸反应，可以得到(NH4)2[Zn(SO3Cl)4]。